# Beatogordius funis
Beatogordius funis är en tagelmaskart som beskrevs av Villalobos, Schmidt-Rhaesa och Fernanda Zanca 2003. Beatogordius funis ingår i släktet Beatogordius och familjen Chordodidae. Inga underarter finns listade i Catalogue of Life.